# Rule 5 Draft
Il Rule 5 Draft è una procedura di selezione di giocatori MLB che avviene a fine dicembre all'incontro annuale dei general manager del baseball. Deve il suo nome dal fatto di essere la regola 5 del libro ufficiale di regole del baseball professionistico statunitense, e ha come finalità quello di evitare che alcune squadre accumulino un numero elevato di giovani giocatori senza promuoverli nella squadra maggiore, quando magari altre squadre darebbero quella opportunità ai giovani.

## Svolgimento del draft
Le squadre scelgono in ordine inverso rispetto al loro record della stagione precedente, con le due leghe che si alternano nella prima scelta. Sono eleggibili a essere scelti attraverso la procedura del rule 5 draft i giocatori delle squadre MLB che rispondono a due requisiti, alternativi tra loro:
- avere fino a 18 anni di età alla data del 5 giugno precedente la firma del loro primo contratto, e trovarsi di fronte per la quinta volta al draft;
- avere più di 19 anni di età alla data del 5 giugno precedente la firma del loro primo contratto, e trovarsi per la quarta volta al draft.

Tutti i giocatori che rientrano in una delle due categorie e che alla data del draft non sono nella lista dei 40 giocatori della prima squadra possono essere scelti da una qualsiasi delle altre 29 squadre, per una cifra di 50.000 dollari. Per evitare, però, che le nuove squadre ricorrano allo strumento del draft al solo scopo di accumulare a loro volta giocatori, la regola stabilisce che i giocatori scelti nel rule 5 draft debbano rimanere nella nuova squadra, tra i 25 titolari e non più solamente tra i primi 40, per tutta la stagione successiva, senza possibilità di essere spostati in una squadra delle leghe minori, altrimenti la nuova squadra è obbligata a rioffrire il giocatore alla squadra precedente, alla metà dei 50.000 dollari iniziali.

## Giocatori di rilievo del rule 5 draft
Data la sempre più giovane età a cui i giocatori firmano il loro contratto, il draft riguarda in massima parte giovani prospetti che non sono in grado di giocare al massimo livello del baseball, tanto che sarebbe controproducente per le squadre occupare per tutto l'anno una posizione del roster, per cui di fatto la procedura riguarda ogni anno un numero di giocatori limitato: negli ultimi anni si è andati da un minimo di 9 giocatori scelti nel 2013, a un massimo di 21 nel 2008.
Tuttavia, nel corso degli anni sono stati selezionati nel rule 5 draft anche giocatori che poi avrebbero avuto brillanti carriere: il caso più eclatante è quello di Roberto Clemente, futuro membro della hall of fame, scelto dai Pittsburgh Pirates quando si trovava nell'organizzazione dei Brooklyn Dodgers. Nel 1999, gli Houston Astros non protessero il giovane Johan Santana, che fu scelto quindi dai Florida Marlins, che lo scambiarono a loro volta con i Minnesota Twins. José Bautista, Josh Hamilton, R.A. Dickey, Paul Blair, Bobby Bonilla, Shane Victorino, sono altri giocatori scelti nel giorno del rule 5 draft.